# Jurinea polycephala
Jurinea polycephala là một loài thực vật có hoa trong họ Cúc. Loài này được Formánek mô tả khoa học đầu tiên năm 1895.